# Barbacena (Minas Gerais)
Pour les articles homonymes, voir Barbacena.
Barbacena est une ville brésilienne du sud de l'État du Minas Gerais.

## Généralités
Elle est connue dans tout le pays comme la ville des roses pour son importante production de cette fleur. Georges Bernanos a choisi Barbacena pour sa demeure pendant son exil au Brésil.

## Géographie
Barbacena se situe dans la serra da Mantiqueira, par une latitude de 21° 13' 33" sud et par une longitude de 43° 46' 26" ouest, à une altitude de 1 164 mètres.
Sa population était de 132 980 habitants au recensement de 2013. La municipalité s'étend sur 788 km2.
Elle est le principal centre urbain de la microrégion de Barbacena, dans la mésorégion de Campo das Vertentes.
Par la route, la ville se trouve à 305 km de Rio de Janeiro, 470 km de São Paulo, 299 km de Belo Horizonte et 650 km d'Uberaba.

## Communications
L'indicatif de Barbacena (MG) est le 32 .

## Histoire
La ville a abrité l’hôpital Colônia, un hôpital psychiatrique actif de 1903 à 1980.
Celui-ci est connu pour avoir été comparé aux camps de concentration nazis. Il a fait plus de 60 000 victimes, mortes de froid, de faim, de fautes médicales, de mauvais traitements, de tortures. Plus de 70% des patients n’étaient pas atteints de maladies mentales : ces patients étaient des protestataires, des militants politiques, des mendiants, des sans-papiers, des alcooliques, et des mères célibataires.

## Personnalités
- José Antônio Pereira (1825–1900), pionnier brésilien, est né à Barcena.